# 波尔加里区
波尔加里区，是匈牙利豪伊杜-比豪尔州的一个区，总面积383.87平方公里，总人口14463人（2007年1月1日），人口密度37.7人/平方公里。中心城市位于Polgár。

## 辖区
波尔加里区包含6个市镇。